# Parascolymia rowleyensis

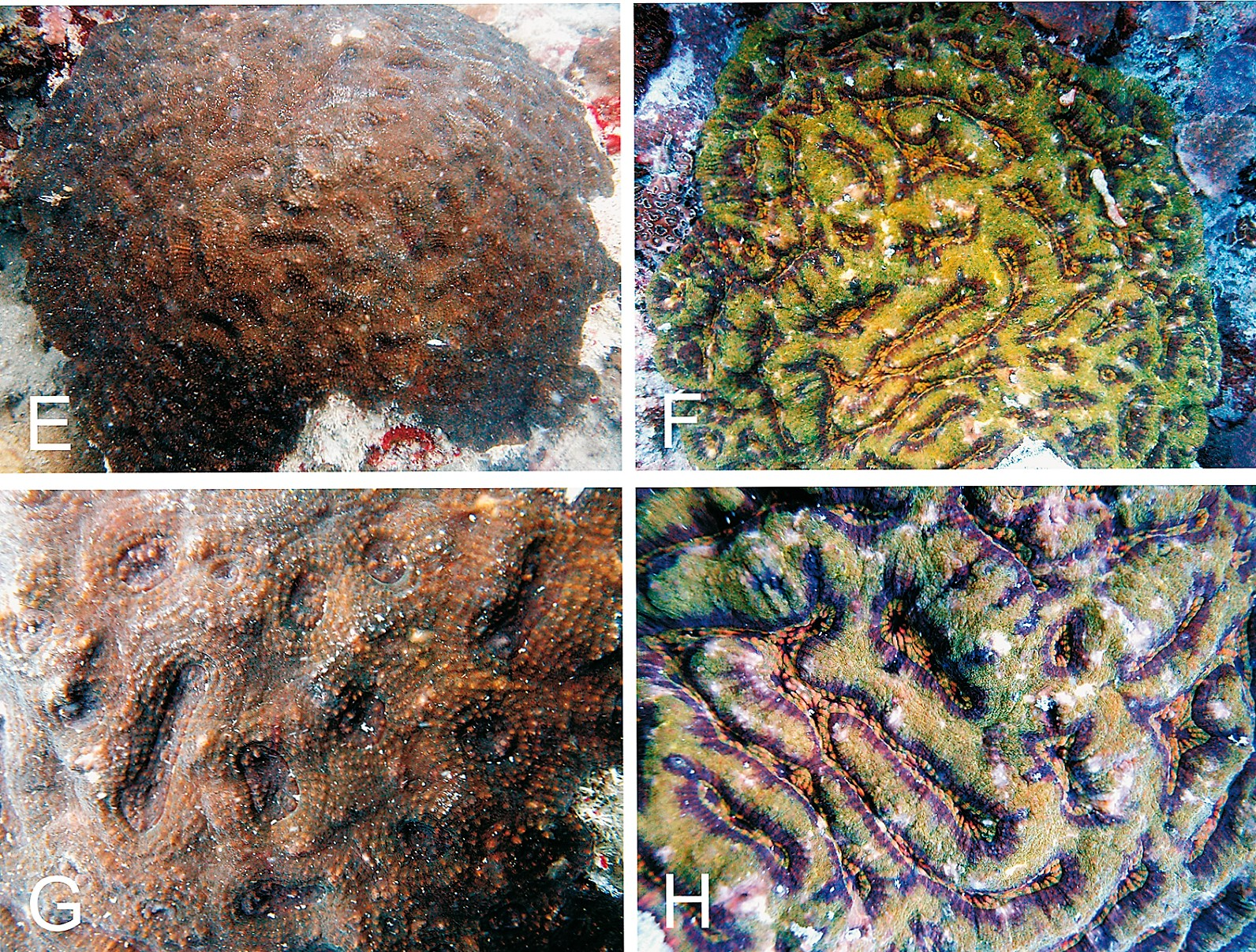
Parascolymia rowleyensis (E-G) fotografiadas in situ: G) primer plano de la misma colonia que en E; H) primer plano de la misma colonia que en F.

Parascolymia rowleyensis es una especie del género de corales Parascolymia, que pertenece a la familia Lobophylliidae, orden Scleractinia.  
Hasta 2014 se denominaba Australomussa rowleyensis, siendo una especie monotípica, pero Arrigoni et al. realizaron análisis filogenéticos y micro morfológicos de la familia Lobophylliidae, concluyendo que Australomussa es sinonimia de Parascolymia.

## Morfología
Las colonias son aplanadas, con forma de loma o yelmo. Los coralitos, o esqueletos individuales de los pólipos, tienen valles superficiales, de entre 8 y 20 mm de anchura, separados por muros gruesos. El tejido del pólipo sobre los septa, o placas radiales internas del coralito, es diferente en color y/o textura del que recubre los costae, o placas radiales que interconectan los coralitos de la colonia. Tanto los septa como los costae son robustos, con grandes dientes. Sus tentáculos aparecen por la noche, rodeando el disco oral, con el fin de atrapar presas de plancton.
El color del tejido del pólipo de los ejemplares localizados en el noroeste de Australia es azul-gris uniforme, o puede tener valles con tonos crema y verde. En el sudeste asiático el rango de colores se amplia, presentando rojos, rosa, naranja, púrpura, amarillos y verdes.

## Hábitat y distribución
Su distribución geográfica comprende el océano Indo-Pacífico, siendo nativo de Australia; Camboya; India; Indonesia; Japón; Malasia; Micronesia; Birmania; Palaos; Papúa Nueva Guinea; Filipinas; Singapur; Islas Salomón; Sri Lanka; Taiwán; Tailandia y Vietnam. 
Habita en las zonas más protegidas del arrecife. Suele encontrarse en aguas superficiales y hasta los 40 m de profundidad.

## Alimentación
Los pólipos contienen algas simbióticas; mutualistas, ambos organismos se benefician de la relación, llamadas zooxantelas. Las algas realizan la fotosíntesis produciendo oxígeno y azúcares, que son aprovechados por los pólipos, y se alimentan de los catabolitos del coral, especialmente fósforo y nitrógeno. Esto les proporciona del 70 al 95% de sus necesidades alimenticias. El resto lo obtienen atrapando plancton con sus tentáculos o absorbiendo materia orgánica del agua.

## Reproducción
Producen esperma y huevos que se fertilizan en el agua. Las larvas deambulan por la columna de agua hasta que se posan y fijan en el lecho marino, una vez allí se convierten en pólipos y comienzan a secretar carbonato cálcico para construir su esqueleto o coralito. 
Asimismo, se reproducen asexualmente mediante gemación del pólipo, dando origen a otros ejemplares y/o a la colonia.